# John Stewart Bell
John S. Bell (Belfast, 28 de junho de 1928 — Belfast, 1 de outubro de 1990) foi um físico, conhecido pelo teorema de Bell, apontado por alguns na comunidade da física quântica como uns dos teoremas mais importantes do século XX.
Nasceu em Belfast, Irlanda do Norte, e graduou-se em física experimental pela Queen's University of Belfast em 1948. Obteve o grau de PhD em Birmingham, especializando-se em física nuclear e teoria quântica. Sua carreira iniciou-se na em Malvern, Inglaterra. Após vários anos ele transferiu-se para a Organização Europeia para a Pesquisa Nuclear (CERN), onde trabalhou quase exclusivamente na teoria de partículas físicas e em projetos de aceleradores, mas encontrava tempo para empregar em seu maior "hobby", investigar os fundamentos da teoria quântica.
Em 1964, um ano após ter deixado o CERN (o qual passou na Universidade de Stanford, Universidade de Wisconsin e Universidade Brandeis), deduziu o seu famoso Teorema de Bell, concluindo que nenhuma teoria de variáveis locais ocultas pode ser válida no contexto da mecânica quântica. Ele foi o primeiro a mostrar que a prova de John von Neumann contra o determinismo da mecânica quântica possuía falhas e que o trabalho de David Bohm contorna as objeções de von Neumann pelo uso de sinais superluminais. (Interessante que a falha na prova de von Neumann's foi primeiramente descoberta por Grete Hermann em 1935, mas não tornou-se conhecida até ser redescoberta por Bell.)
Em 1972 a primeira de muitas experiências que mostrariam a violação da Desigualdade de Bell foi realizada. Este fato mostrou que o destino de teorias envolvendo variáveis locais ocultas estava selado. O teorema de Bell pode ser considerado como uma prova de que uma teoria universal deve envolver mecânica quântica, embora o objetivo original de Bell fosse justamente o oposto.
Bell tornou-se um suporte para a interpretação de Bohm, uma teoria de variáveis ocultas não locais envolvendo sinais superlumiais, e começou a defender o seu trabalho contra aqueles que favoreciam o indeterminismo da mecânica quântica tais como a Interpretação de Copenhague e a Interpretação de muitos-mundos.
Os resultados das experiências, mostrando que eles violavam suas desigualdades, não fizeram John Bell particularmente feliz: ele esperava que eles pudessem sempre ser satisfeitos na natureza, e que as experiências eventualmente negar a mecânica quântica. Apesar de observar as violações, ele manteve alguma esperança que as experiências futuras deveriam mudar a situação. Não obstante, ele estava pronto para aceitar a validade da mecânica quântica ortodoxa. Referindo-se aos teste dos experimentos de Bell, um comentário seu é freqüentemente citado:
"É difícil para eu acreditar que a mecânica quântica, funcionado muito bem para actuais parâmetros práticos, não obstante venham a falhar completamente com a melhoria da eficiência dos experimentos..." (Ref 1, page 109)

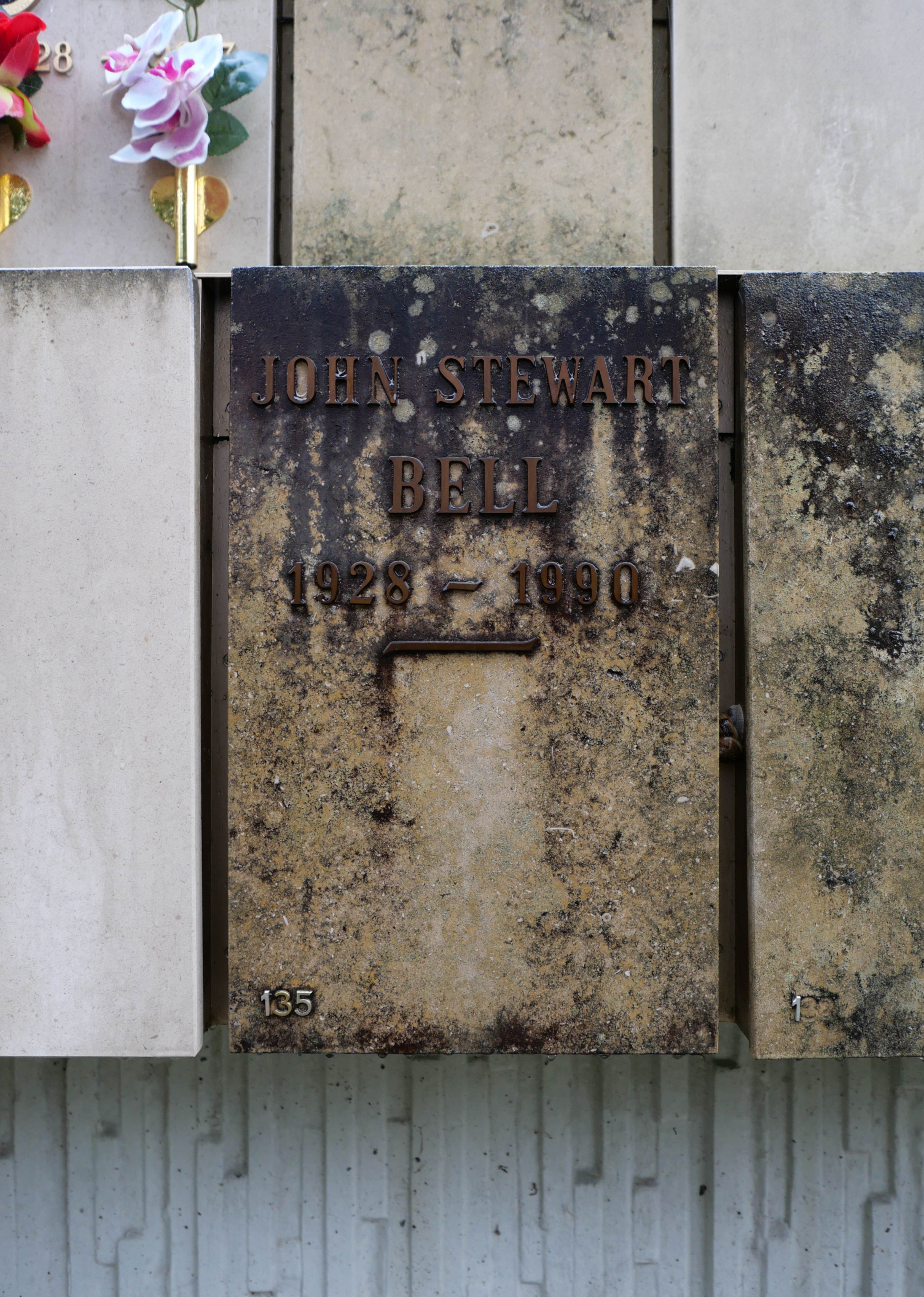
O túmulo da urna em 2024.

Algumas pessoas continuam a acreditar que a mecânica quântica probabilística deva estar errada. Eles argumentam que no futuro, experiências muito mais precisas poderão revelar o que eles conhecem como loopholes, por exemplo, o conhecido "fair sampling loophole", tenham mudado de opiniões. Este ultimo loophole, primeiramente publicado por Philip Pearle em 1970 (referência abaixo), é tal que tem aumentado a counter efficiency decrease na mensuração da correlação quântica. A maioria do físicos mais importantes são profundamente céticos a respeito de todos estes "loopholes". Admitem sua existência mas continuam a acreditar que a mecânica quântica está correta Reivindica-se, apesar de tudo, nunca ter falhado todo o outro teste.
Bell morreu inesperadamente de hemorragia cerebral em Belfast em 1990. Seguidores do realismo local e teoria quântica continuam igualmente a procuram por soluções que expliquem as aparentes falhas da realidade local nos experimentos do teste de Bell.
Os seus restos mortais foram cremados. A urna que continha as suas cinzas foi sepultada no Columbário do Cimetière de Saint-Georges, em Genebra.